# Pomník T. G. Masaryka (Prostějov)
Pomník T. G. Masaryka je postaven na stejnojmenném náměstí ve statutárním městě Prostějov. Je situován v západní části náměstí před budovou radnice (Magistrátu města).

## Historie pomníku

#### Období vzniku 1. Československé republiky
Krátce po vyhlášení samostatné Československé republiky v roce 1918, vznikla myšlenka na vybudování pomníku prvnímu československému prezidentovi. Prostějovský továrník a čtvrtý ministr veřejných prací ve vládě Československé republiky František Kovařík daroval pro tento účel 20 000 Kčs. V roce 1926 byla vypsána soutěž na výtvarné řešení pomníku a zvítězil návrh akademického sochaře Václava Macha z Brna. Základní kámen byl položen 28. října 1928. Pomník ale nezapadal do nové úpravy náměstí ve 30. letech 20. stol a i z důvodu hospodářské krize, byla realizace pomníku odložena.
Nová komise byla ustanovena až v roce 1935, tehdy bylo na kontě na postavení pomníku už 200 000 Kčs. Ta nakonec 9. května 1936 vybrala projekt Otakara Španiela a Františka L. Gahury. Ten představoval 450 cm vysokou bronzovou sochu prezidenta, vítězný sloup zdobený čtyřmi reliéfy s motivy domácího a zahraničního odboje, který byl zakončen bronzovou sochou Génia vítězství. Sochu i sloup měl spojovat bronzový pás růží. Odlití sochy bylo zadáno umělecké slévárně V. Maška v Praze-Karlíně, sochařské práce O. Velínskému v Praze a kamenické práce J. Benešovi v Prostějově. Za materiál byl zvolen bronz a jugoslávský vápenec. Odhalení pomníku bylo naplánované na 28. října 1938 u příležitosti 20. výročí vzniku Československé republiky.

#### Období nacistické okupace
V roce 1939, po začátku nacistické okupace, byla socha již zhotovena, nemohla být ale do Prostějova dopravena a byla po celou dobu okupace zakopána u firmy Mašek v Praze. Sloup se sochou Génia vítězství však O. Španiel nedokončil. Na náměstí v Prostějově byl postaven pouze podstavec pro budoucí sochu, který zde zůstal i po začátku okupace. V předvečer druhého výročí úmrtí TGM 14. září 1939 k podstavci přicházeli občané Prostějova a pokládali květinové dary. Zahradník Mládek (později gestapem umučen), jeho syn a další občané Prostějova tam položili československou vlajku a na ní postavili Masarykovu bustu, kterou tam donesl František Skořepa. Na velké ploše podstavce sestavili z květin nápis Pravda vítězí. Okolostojící rozžehli svíce a celé shromáždění zazpívalo hymnu Kde domov můj. Druhý den byly květiny na vyšší rozkaz odstraněny a po nástupu německého starosty Maxmiliana Girtha byly všechny stopy připravovaného pomníku odstraněny, a fond na jeho stavbu zabaven.

#### Po osvobození – 1945
Po osvobození se začalo znovu připravovat vztyčení a odhalení Masarykova pomníku. Architekt František Gahura vypracoval zjednodušený návrh. Sochu postavil na zvýšený podstavec z leštěné slezské žuly, ze stejného materiálu byla zhotovena i pomníková základna. K soše přikomponoval Lípu Svobody. 20. října zasadilo Sdružení zahrádkářů a přítel přírody svým nákladem do kruhové obruby lípu. Na dokončení pomníku, jehož náklady dosáhly 700 tis. Kčs, nebyl ale dostatek peněz. Národní výbor v Prostějově proto vypsal u příležitosti 96. výročí narození TGM veřejnou sbírku, která vynesla téměř 400 tis. Kčs. Díky sbírce se podařilo pomník odhalit podle plánu 27. října 1946. Při odhalení sochy pronesl projev tehdejší místopředseda vlády Zdeněk Fierlinger. Ve výroční dny narození (7. března) a úmrtí (14. září) býval pomník zaplaven květinami a svícemi.

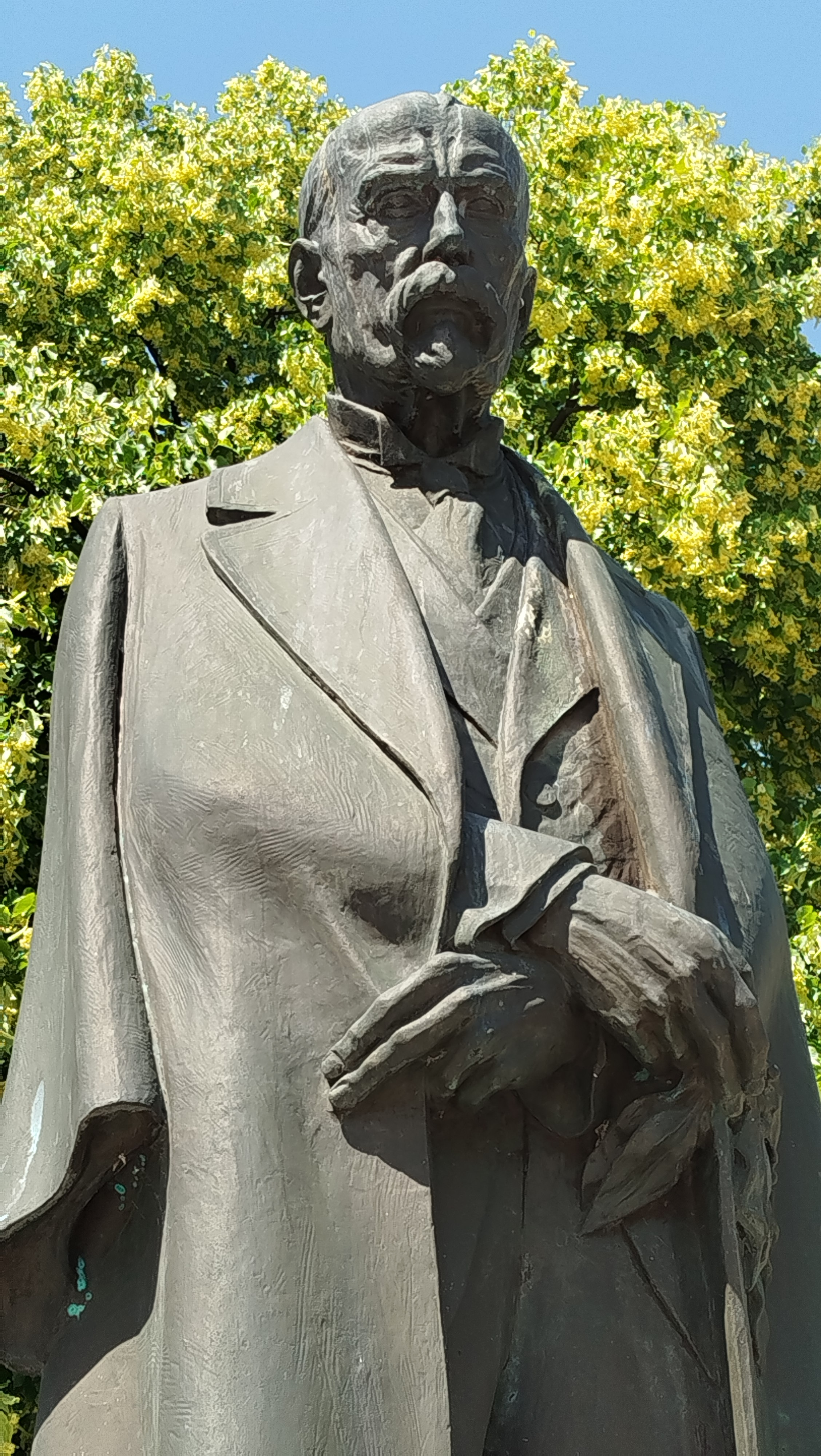
Obnovený památník T. G. Masaryka odhalený 1998

#### Rok 1953
V roce 1953 byl pomník T. G. Masaryka tehdejším režimem odstraněn, což vyvolalo u obyvatelstva nevoli a řadu protestů.

#### Rok 1968
V roce 1968, kdy se v období Pražského jara politická situace uvolnila, začaly se ozývat hlasy volající po obnově pomníku. Byla vytvořena komise k napravení důsledků činů z roku 1953, nazvaná M-53. Jejím předsedou byl Eduard Frank, předseda Okresního výboru Národní fronty (OV NF). Na první schůzi v dubnu 1968 bylo doporučeno komisí OV NF obnovení pomníku. Tato komise doporučila Městskému národnímu výboru (MNV) v Prostějově ustanovit komisi, která obnovu připraví. Komise na své květnové schůzi doporučila okresnímu prokurátorovi, aby zahájil stíhání a vyšetřování pachatelů, kteří mají zásluhu na rozprodeji materiálu z pomníku. Ten požádal o spolupráci i vojenského prokurátora.
V červnu 1968 komise zveřejnila zprávu o příčinách a průběhu demonstrace v souvislosti odstraněním pomníku TGM. Nebyla ale zveřejněna žádná jména, žádné výpovědi. Zdlouhavé jednání komise nepřineslo výsledek, protože nepanovala shoda v názorech na vhodné umístění pomníku. Bylo oznámeno, že MNV objednal odlití nové sochy u n.p. Zukov, závod Praha. Tím ale vše skončilo. V období normalizace všechny zprávy a informace ustaly.
8. května 1974 byl na náměstí položen základní kámen k soše Vladimíra Iljiče Lenina a 26. října 1977 byla odhalena jeho bronzová socha. Zůstala zde do 29. prosince 1989, kdy byla odstraněna a uložena do depozitáře muzea.

## Obnova pomníku
Sochu v současné podobě se podařilo obnovit až v období 1993–1998. Nový pomník a socha T. G. Masaryka byla odhalena 27. října 1998. Podoba sochy má blízko původním návrhům O. Španiela. Byl proveden nový odlitek z původního modelu modelu a podstavec podle poválečného návrhu Františka Gahury.